# Henry Zambrano
Pour les articles homonymes, voir Zambrano.
Henry Zambrano, né le 7 août 1973 à Soledad (Colombie), est un footballeur colombien, qui évoluait au poste d'attaquant à l'Independiente Medellín, à l'America Cali, au LDU Quito, à l'Atlético Nacional, au New York MetroStars, au Colorado Rapids, à l'Atlético Junior, à Millonarios, à DC United, au Deportes Tolima, au Deportes La Serena, au Deportes Quindío et à Boyacá Chicó ainsi qu'en équipe de Colombie.
Zambrano ne marque aucun but lors de ses onze sélections avec l'équipe de Colombie entre 1994 et 1999. Il participe à la Copa América en 1999 avec la Colombie.

## Carrière
- 1993 : Independiente Medellín
- 1994-1996 : America Cali
- 1996 : Independiente Medellín
- 1997 : America Cali
- 1997 : America Cali
- 1997 : LDU Quito
- 1998-1999 : Atlético Nacional
- 1999 : New York MetroStars
- 2000 : Colorado Rapids
- 2001 : Atlético Junior
- 2002 : Millonarios
- 2002 : DC United
- 2003-2004 : Deportes Tolima
- 2005 : Deportes La Serena
- 2006-2007 : Boyacá Chicó
- 2008 : Depor FC
- 2009 : Atlético La Sabana
- 2009 : Cortuluá  [1]

## Palmarès

### En équipe nationale
- 11 sélections et 0 but avec l'équipe de Colombie entre 1994 et 1999.
- Quart-de-finaliste de la Copa América 1999.

### Avec l'America Cali
- Vainqueur du Championnat de Colombie de football en 1997.

### Avec Deportes Tolima
- Vainqueur du Championnat de Colombie de football en 2003 (Tournoi de clôture).

### Avec le Deportivo Tuluá
- Vainqueur du Championnat de Colombie de football D2 en 2009.